# Papp Gergely (feltaláló)
Papp Gergely (Baks, 1993. május 5. –) magyar feltaláló, a rezonanciális-tölcsérű neodym hangszóró kifejlesztője és elkészítője.

## Életpályája
Középiskolai tanulmányait a Szegedi Műszaki és Környezetvédelmi Középiskola és Szakképző Iskola Gábor Dénes Tagintézményében végezte, és saját bevallása szerint már 14-15 éves korában elkezdett foglalkozni a hangszórókkal és hangfalak műszaki megoldásaival, illetve nagyjából ezer hangszórót szedett szét, rakott össze és javított meg.
A szervizeléssel szerzett gyakorlata alatt rájött, hogy mik a mai hangszórók hibái, és elkezdett megoldást keresni a problémára, melyre a megoldás két, két és fél év fejlesztés után született meg. A teljesen új elrendezésű, nem hagyományos elv alapján működő, hosszú élettartamú berendezéssel jóval nagyobb hangnyomást, nagyobb érzékenységet és jobb hangminőséget sikerült elérnie, és a frekvencia átvitele is lényegesen szélesebb a szokásosnál. A kifejlesztett és elkészített új hangszóró, a rezonanciális-tölcsérű neodym hangszóró.
Találmányával 2012 szeptemberében, a Európai Unió Fiatal Tudósok Versenyén, Pozsonyban elnyerte a szlovák szabadalmi hivatal különdíját. Ezt követően a Magyar Innovációs Szövetség benevezte az amerikai ifjúsági tudományos világversenyre (Intel International Science and Engineering Fair – Intel ISEF), amelyet az arizonai Phoenixben rendeztek 2013 májusában, és ahol harmadik helyezést ért el.
2012-ben bejelentett Koaxális hangszóró elrendezés című találmányára a Szellemi Tulajdon Nemzeti Hivatala 230 260 lajstromszámon szabadalmat adott. 2013 őszén megkezdődött a találmány nemzetközi szabadalmaztatása, Magyar Innovációs Szövetség a bejelentési költségek egy részét elnyerte a Magyar szellemi alkotások hazai és külföldi iparjogvédelmi oltalmának támogatása elnevezésű programból.